# Els Prats de Rei
Els Prats de Rei (spanisch Prats del Rey) ist eine katalanische Gemeinde (Municipio) mit 553 Einwohnern (Stand: 2024) in der Provinz Barcelona im Nordosten Spaniens. Sie liegt in der Comarca Anoia. Neben dem namengebenden Hauptort Els Prats del Rei gehören die Ortschaften La Manresana, Els Seguers und Solanelles zur Gemeinde.

## Lage
Els Prats de Rei liegt etwa 59 Kilometer nordwestlich von Barcelona in einer Höhe von ca. 610 m. 

## Bevölkerungsentwicklung
| Jahr      | 1970 | 1981 | 1991 | 2001 | 2011 | 2021 |
| Einwohner | 677  | 619  | 562  | 537  | 532  | 549  |

## Sehenswürdigkeiten
- Burgreste von Puigdemàger
- Turm von La Manresana
- Marienkirche
- Wallfahrtskirche
- Andreaskirche in La Manresana
- Johanniskapelle
- Rathaus

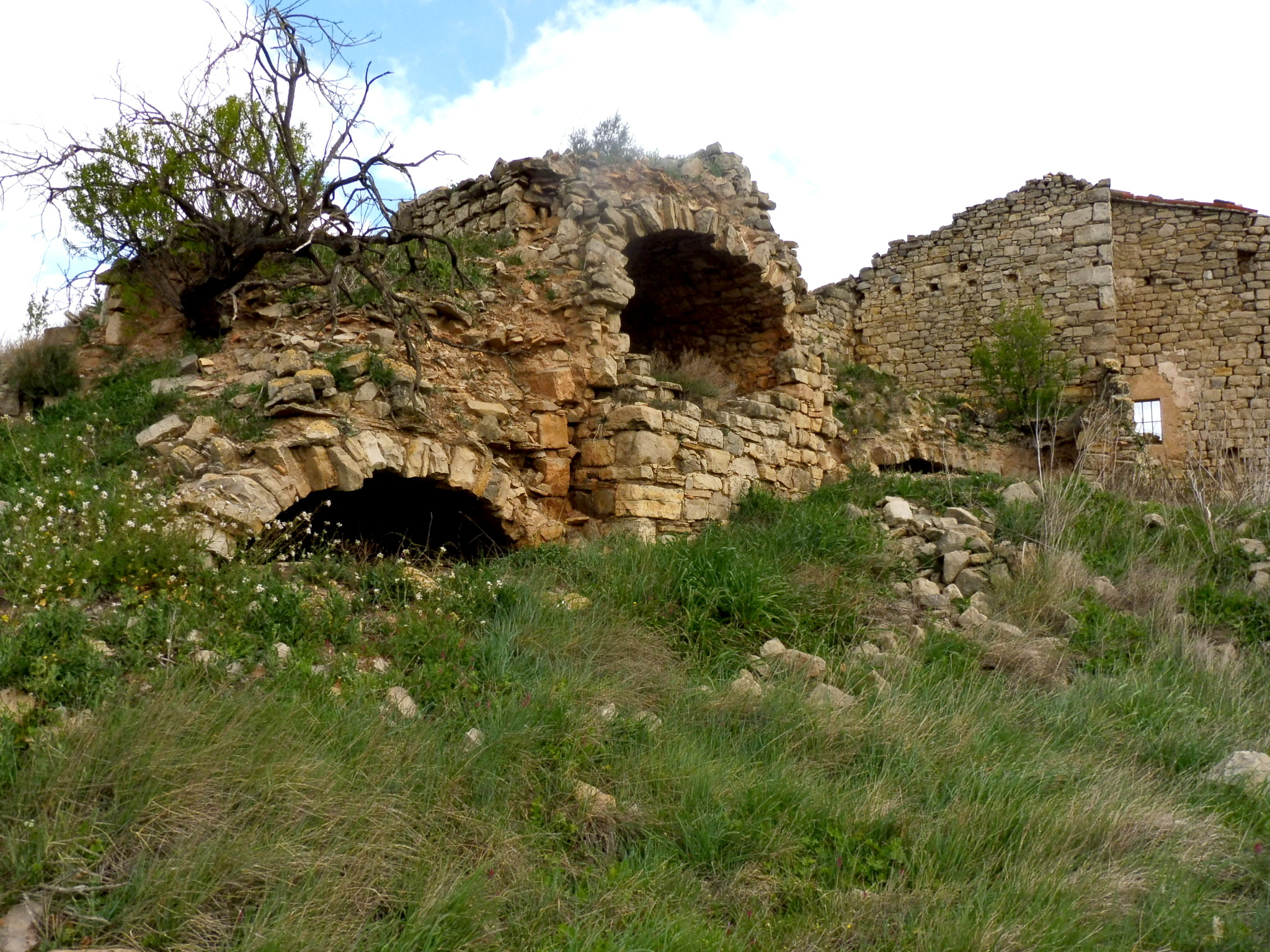
Burgreste Puigdemàger
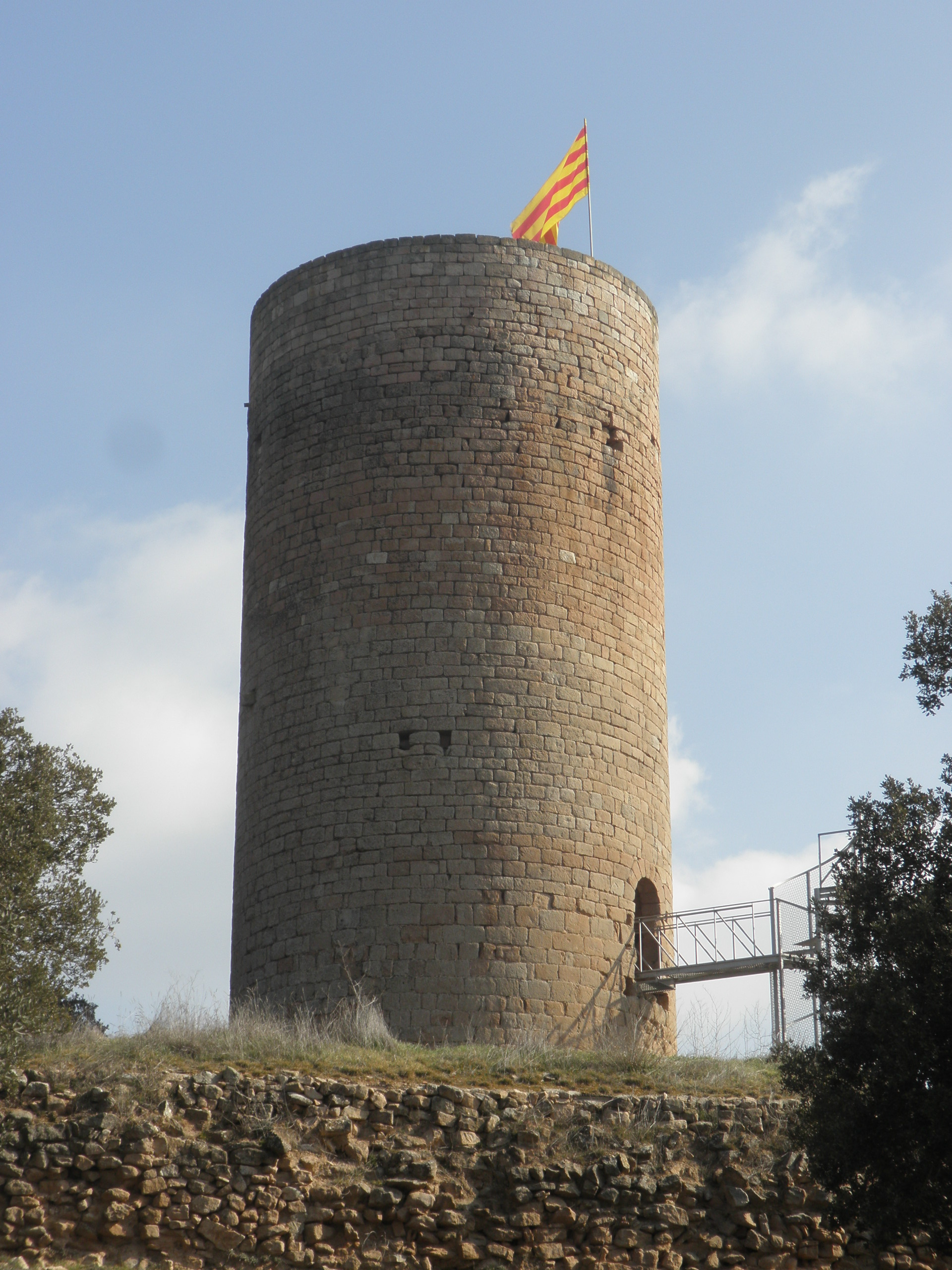
Turm von La Manresana
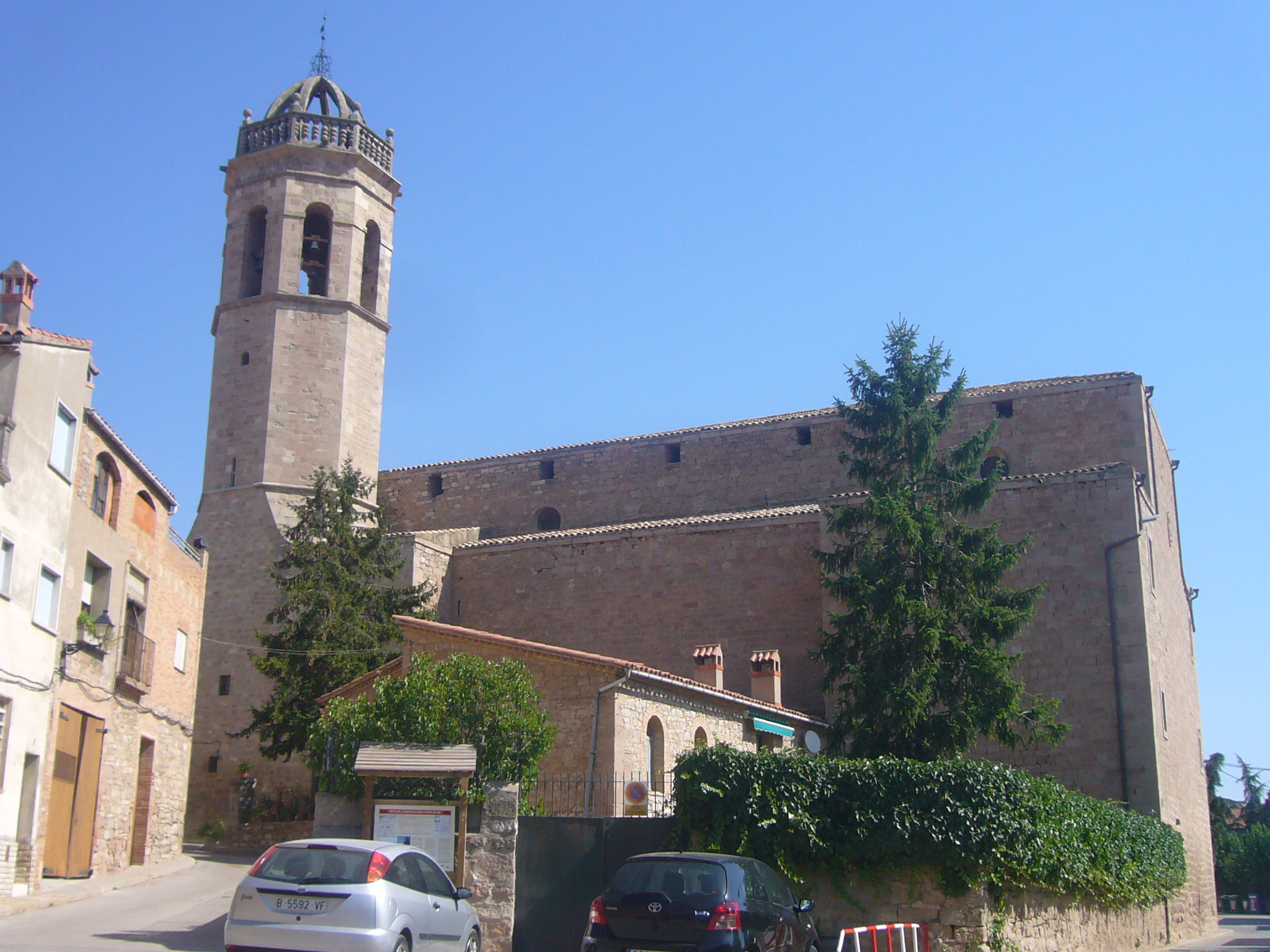
Marienkirche
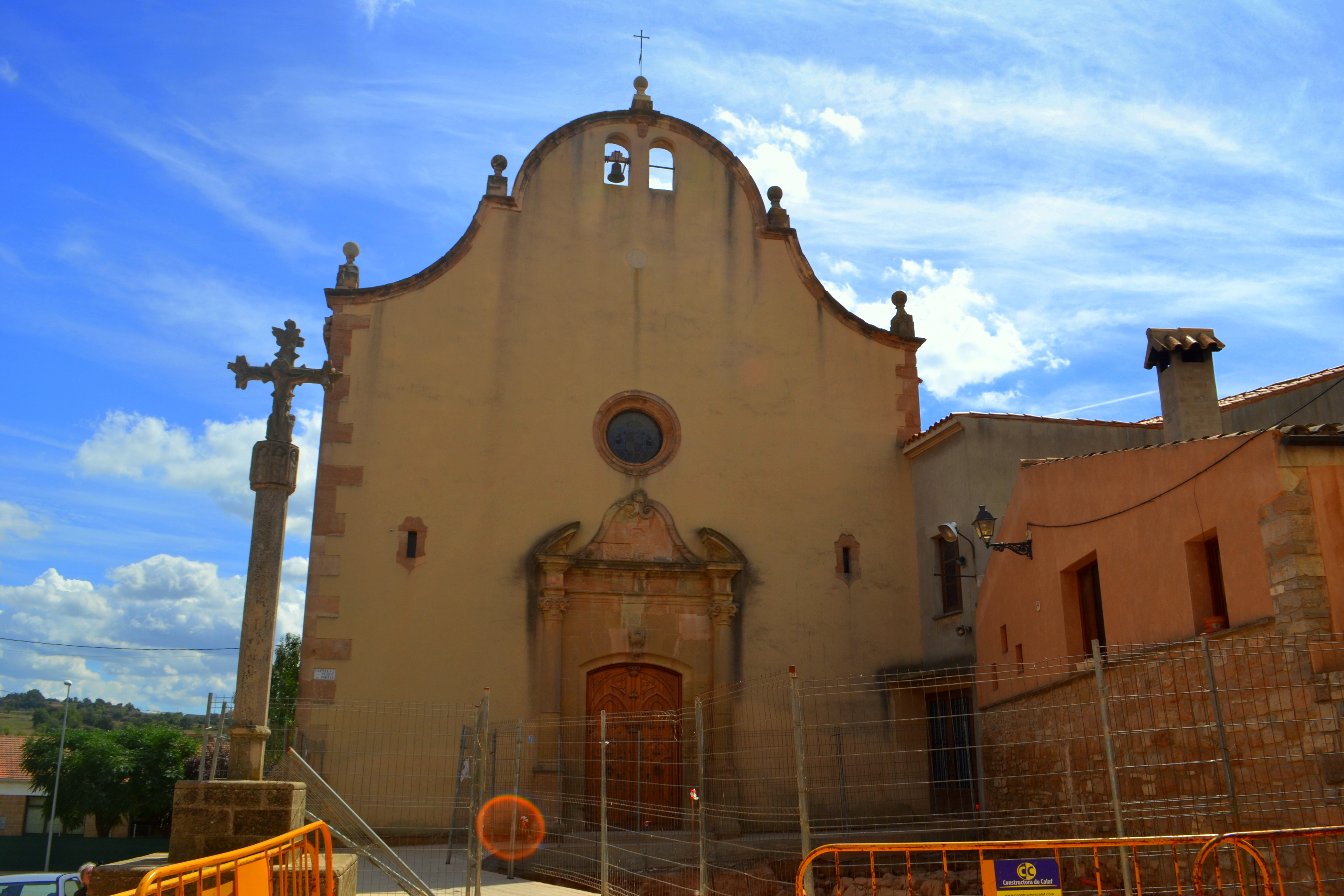
Wallfahrtskirche
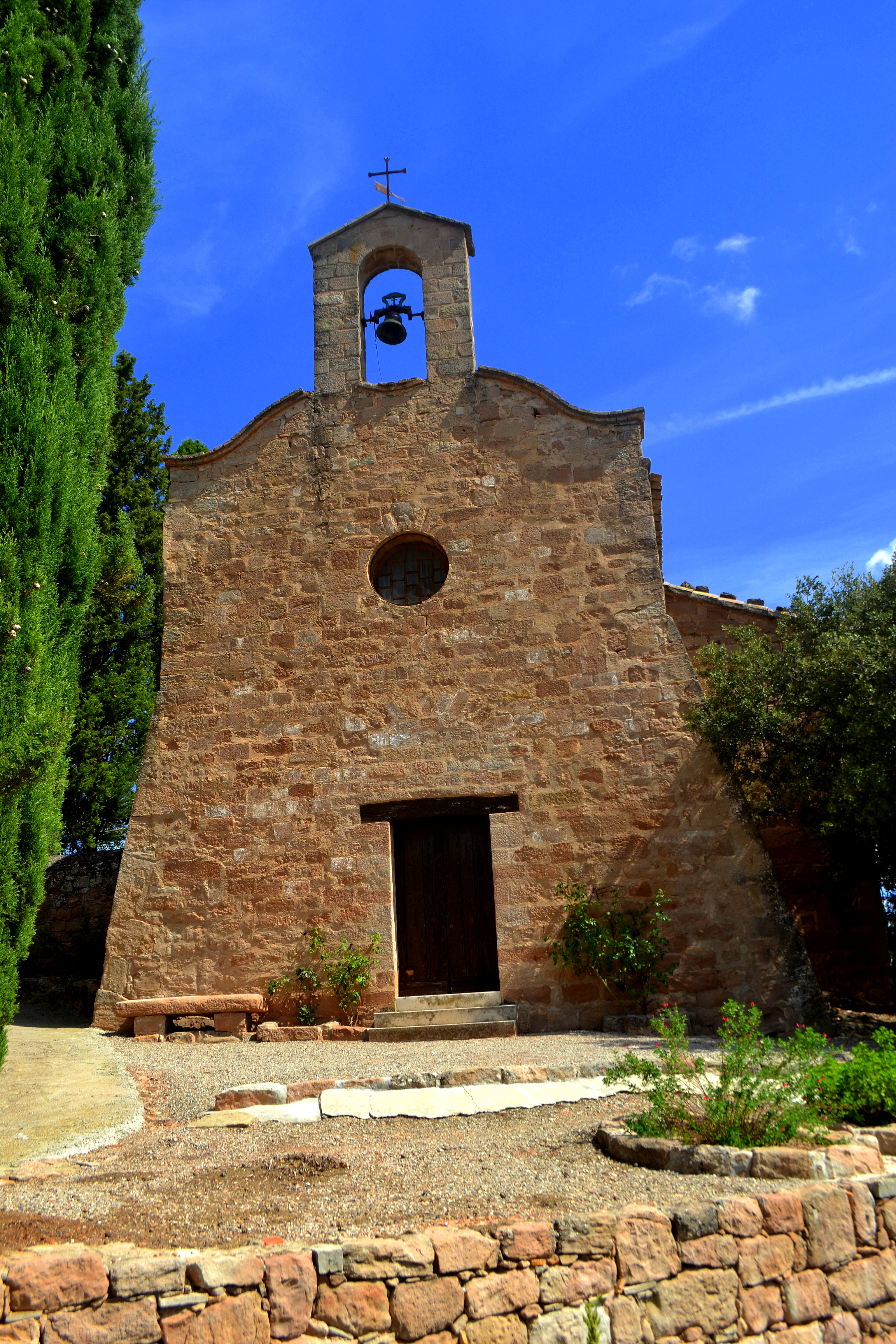
Andreaskirche
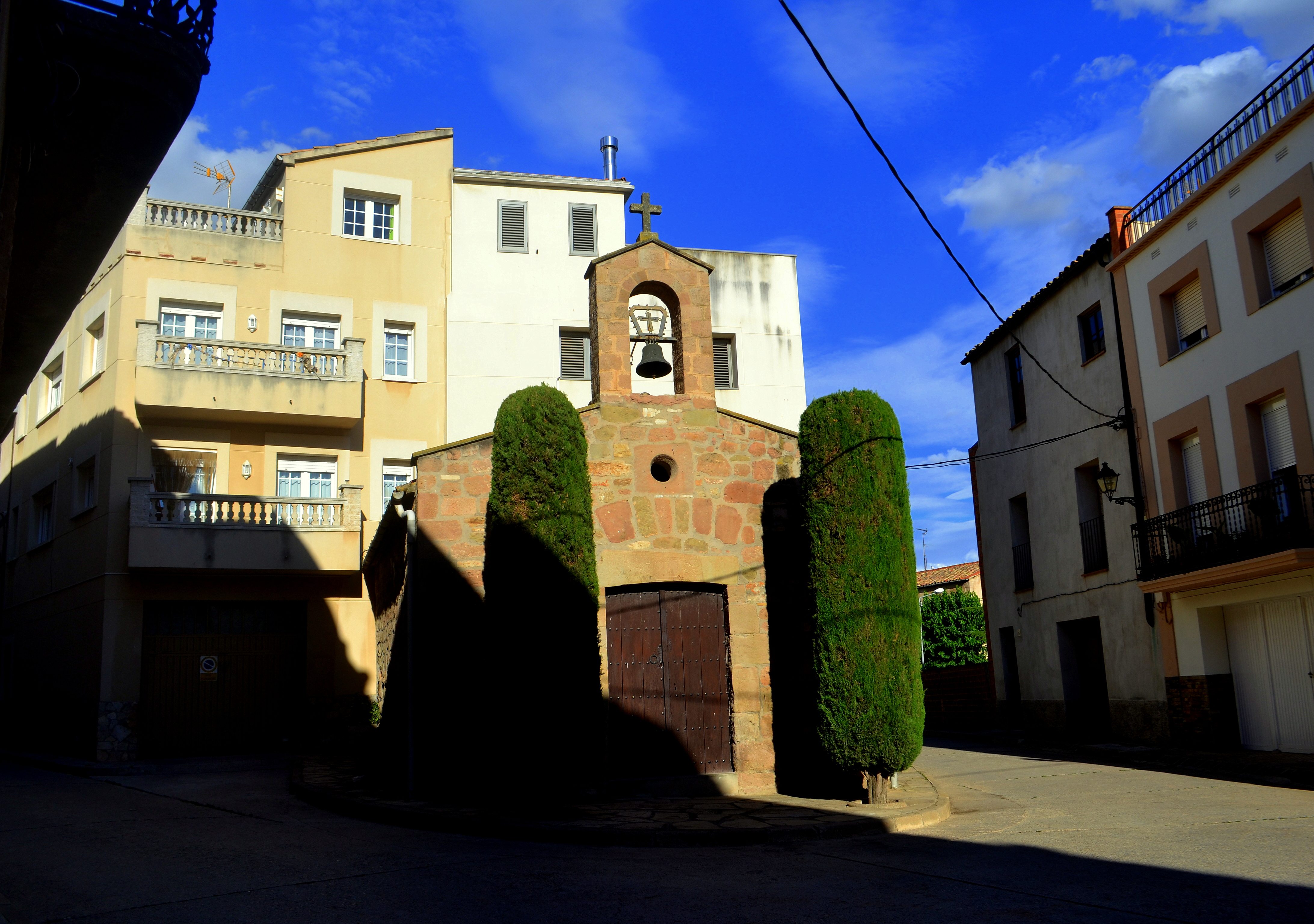
Johanniskapelle
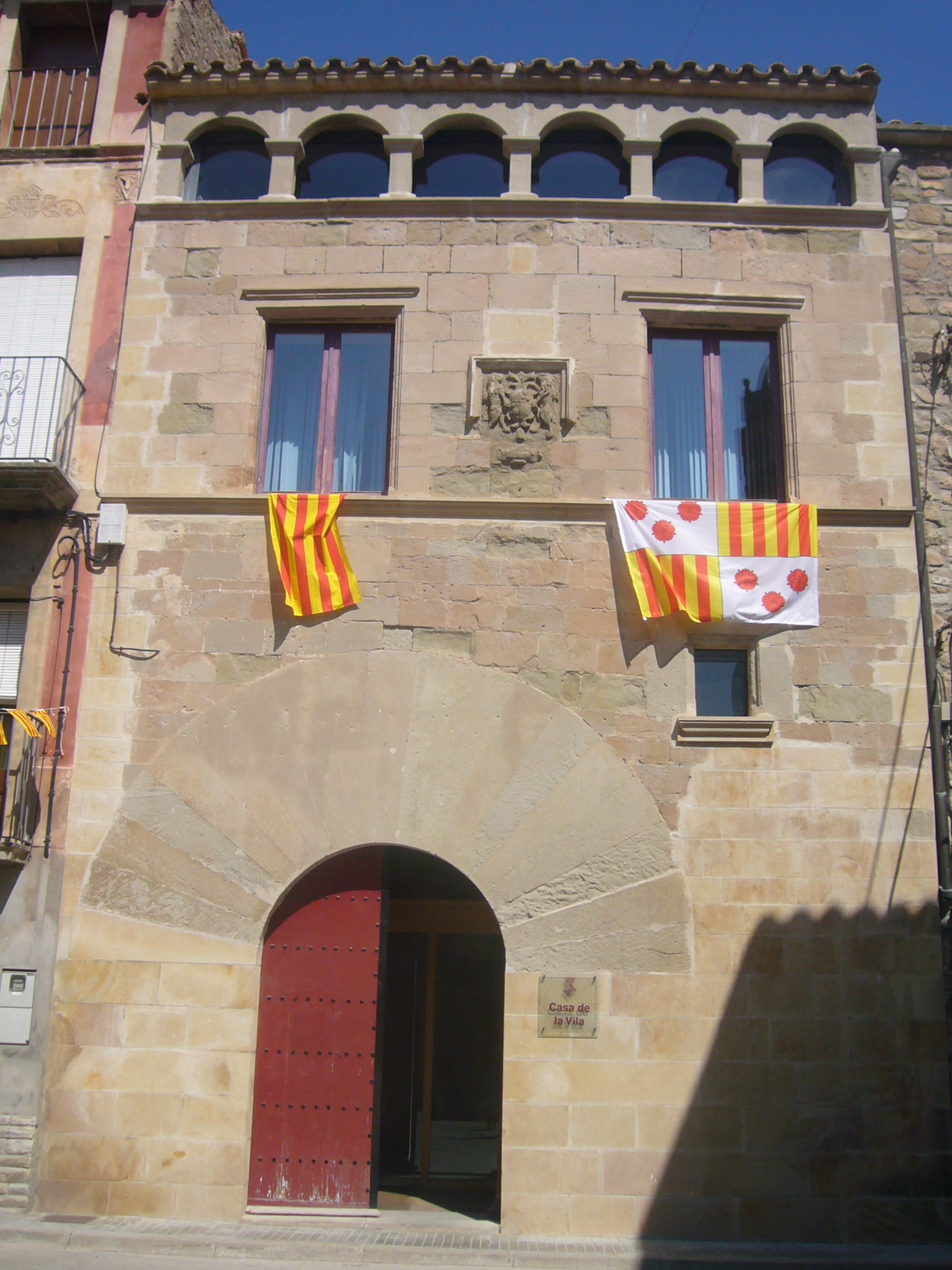
Rathaus